# Czekając na Godota
Czekając na Godota (fr. En attendant Godot, ang. Waiting for Godot) – sztuka napisana przez Samuela Becketta, reprezentująca tzw. teatr absurdu. Utwór został napisany w języku francuskim pomiędzy październikiem 1948 i styczniem 1949, a ukazał się drukiem w październiku 1952 nakładem paryskiego wydawnictwa Minuit. Beckett dokonał przekładu na język angielski w 1955, jednak wersja angielska różni się nieznacznie od wersji francuskiej.
Prapremiera Czekając na Godota miała miejsce 5 stycznia 1953 w Théâtre de Babylone w Paryżu, w reżyserii Rogera Blina. Polska prapremiera odbyła się w warszawskim Teatrze Współczesnym w 1957. Sztukę wyreżyserował Jerzy Kreczmar, autorem scenografii był Władysław Daszewski, a w rolach głównych wystąpili Tadeusz Fijewski jako Estragon i Józef Kondrat jako Vladimir. Postacie Estragon i Vladimir występują czasem jako Gogo i Didi. Polska prapremiera była piątą na świecie i pierwszą w kraju bloku wschodniego.

## Przegląd treści

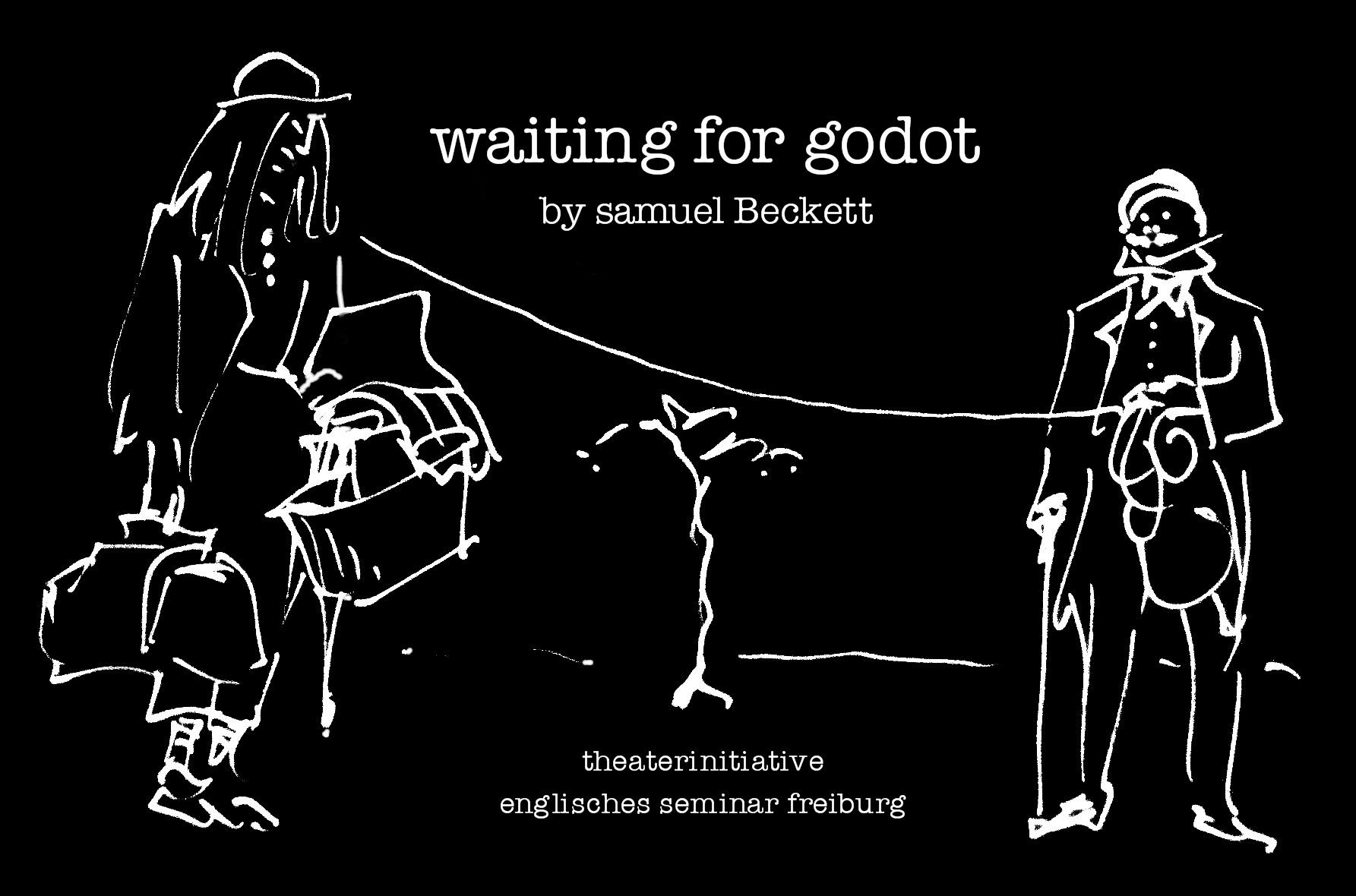
Lucky + Pozzo

Estragon i Vladimir to bezdomni włóczędzy. Ich jedyną szansą jest nadejście Godota, a nadzieję podtrzymują zapewnienia Chłopca. Estragon nie jest tak pełen wiary jak Vladimir, ale nie chce się z nim rozstawać. Wiedza Vladimira pełna jest luk, tak naprawdę nie wie, kim jest Godot czy o co go prosił. Vladimir jest niespokojny, schludny, mądrzy się, ma w sobie coś z doktrynera i hipokryty. Estragon to głupek, ale dość sprytny, leniwy, prosty. Spotykają co dzień Pozzo i Lucky’ego, ale zawsze zachowują się tak, jakby widzieli ich pierwszy raz. Vladimir i Estragon całe życie czekają, a Pozzo i Lucky wędrują, jednak ich cel i sens jest niejasny.
Pozzo jest prymitywny i brutalnie odnosi się wobec swego niewolnika Lucky’ego. Lucky to postać cicha i jakby nieobecna, odczytuje się w nim metaforę zdegradowanych intelektualistów, którzy mimo to zachowują szczątki honoru.
Nastroje bohaterów stają się coraz gorsze w trakcie sztuki. Nawet próba samobójstwa kończy się błazenadą. Ostatnia kwestia dobitnie wyraża całą niemoc i tragedię bohaterów: „No to idziemy?” pyta jeden, drugi odpowiada „Chodźmy”. I nie ruszają się z miejsca.

## Wymowa utworu
Można powiedzieć, że Beckett zaraził się od Joyce’a przywiązywaniem ogromnej wagi do nazewnictwa i liczb.
Pochodzenie imion bohaterów (Gogo i Didi) stanowi przedmiot wielu spekulacji, najprawdopodobniej jest to po prostu zabawa językowa: Gogo – (ang.) idź idź, a Didi – (fr. 'dis dis') mów mów.
Becketta fascynowała forma sentencji św. Augustyna: „Nie rozpaczaj: jeden z łotrów został zbawiony. Nie pozwalaj sobie: jeden z łotrów został potępiony”. Dlatego też metrum Czekając na Godota to 2+1 (2 łotrów, 1 Chrystus). Forma 2+1 powtarza się przez cały utwór. Sentencja ta formą wyraża, że światem rządzą cykliczność i kontrast, sama treść sentencji raczej Becketta nie interesowała.
Filozofia Czekając na Godota wyraża się w nałożeniu na siebie tych dwóch szkół myślenia i widzenia świata. Na zasadzie przeciwieństw istnieją bohaterowie: Gogo i Didi, powtórzenia obserwujemy w budowie dramatu i repetycjach językowych.
W czasie trwania dramatu akcja, a razem z nią świat, coraz bardziej obumiera. Następuje proces socjalnej degradacji człowieka. Jest to metaforyczny obraz świata i losu człowieka.

## W kulturze
Powiedzenie „czekać na godota” (na coś, co nigdy nie nastąpi) weszło do języka potocznego. Odniesienie do tytułowego bohatera sztuki jest np. w kabarecie TEY w skeczu na granicy czy w utworze Kabaretu Starszych Panów „O Romeo” w sformułowaniu „O Godocie niewieścich pokoleń”. Z nawiązaniem do Godota spotkać możemy się również w powieści Sławomira Mrożka „Ucieczka na południe”, gdzie w rodzinnym miasteczku bohaterów powieści pojawiają się plakaty zapraszające mieszkańców na niezwykły pokaz i oznajmujące, że „Godot przyjechał!”.